# Квадратний метр
Квадра́тний ме́тр (українське позначення: м², міжнародне: m²)  — одиниця вимірювання площі у Міжнародній системі одиниць (SI), а також у системах МТС і МКГСС, що відповідає площі квадрата зі стороною в один метр.
До квадратного метра не застосовуються десяткові приставки, такі як кіло- або мілі- (не існує, наприклад, кілоквадратного метра). Як кратні метричні одиниці площі використовують квадрати, довжина сторони яких дорівнює кратній одиниці довжини. При цьому кратність одиниці площі також підноситься в квадрат. Наприклад, 1 метр дорівнює 100 сантиметрам, отже один квадратний метр дорівнює 10 тисячам (100²) квадратних сантиметрів.
Квадратний метр використовується у визначенні багатьох похідних одиниць, таких як паскаль, люкс або вебер.

## Взаємозв'язок з іншими одиницями
Один квадратний метр дорівнює:

### Інші метричні одиниці
- 106 квадратних міліметрів (мм²)
- 100 квадратних дециметрів (дм²)
- 0,01 арів
- 0,0001 гектарів
- 10−6 квадратних кілометрів (км²)

### Імперська система мір
- 1550 квадратних дюймів[3]
- 10,764 квадратних футів
- 1,196 квадратних ярдів
- 0,247×10−3 акрів
- 0,386×10−6 квадратних миль

### Давньоруські одиниці
- 506,12 квадратних вершків
- 1,977 квадратних аршинів
- 0,22 квадратної сажені
- 69×10−6 десятин (господарських)

## Історія
У давні часи одиниці площі не завжди були прив'язані до одиниць виміру довжини — наприклад, розповсюдженими були одиниці площі, пов'язані з кількістю землі, яку можна зорати за день (наприклад морг або акр). В 1668 році Джон Вілкінс запропонував використовувати одну одиницю довжини, а одиниці площі прив'язати до неї. Ввести таку систему на державному рівні вдалося лише у 1795 році, коли Декретом про ваги і міри у Франції була встановлена метрична система. Декрет визначав кілька одиниць, що мали використовуватись по всій країні. Цікаво, що в цьому декреті одиницею площі призначався не квадратний метр, а ар — 100 м².
Нова система не була популярною, і у 1812 році була скасована Наполеоном. Лише у 1837 році у Франції скасування відмінили, а використання метричних одиниць зробили обов'язковим.
У 1875 році 17 держав підписали Метричну конвенцію, що затверджувала використання метричної системи. Втім, не всі країни, що підписали конвенцію, зробили використання метричних одиниць обов'язковим. Так, Російська імперія користувалася традиційною системою аж до моменту припинення свого існування.
Україна приєдналася до метричної конвенції у 2003 році як асоційований член і в 2018 — як постійний.

## Приклади об'єктів, що мають площу 1 квадратний метр
- Лист паперу формату A0 має площу рівно 1 м²
- Письмовий стіл має площу трохи меншу за 1 м²
- Середня площа поверхні тіла 9-річної дитини трохи більша за 1 м²[7]
- Розміри дверей — від 1 до 2 м²[8]

## Сантиар
Оскільки при запровадженні метричної системи, одиницею площі був визначений ар (що дорівнює 100 м²), як дрібна одиниця використовувався сантиар (фр. centiare), що чисельно дорівнює 1 квадратному метру. Зараз ця одиниця збереглася у Камеруні і Італії.